# わがままにあたりまえに
「わがままにあたりまえに」は、BEREEVEの9枚目のシングル。

## 内容
レコード会社移籍第ニ弾でありラスト・シングルとなった。

## タイアップ
「わがままにあたりまえに」…テレビ東京系『TVチャンピオン』エンディングテーマ。

## 収録曲
全曲　作詞：冴木裕志　作曲：石井ヒトシ　編曲：神長弘一・須貝幸生・BEREEVE
1. わがままにあたりまえに
2. 無情
3. わがままにあたりまえに (inst.)

## 参加ミュージシャン
- 冴木裕志 - ボーカル
- 石井ヒトシ - ギター
  - 神長弘一 - ギター
  - 須貝幸生 - ベース